# Trentepohlia atayal
Trentepohlia atayal är en tvåvingeart som beskrevs av Alexander 1929. Trentepohlia atayal ingår i släktet Trentepohlia och familjen småharkrankar.
Artens utbredningsområde är Taiwan. Inga underarter finns listade i Catalogue of Life.